# Hulporganisatie

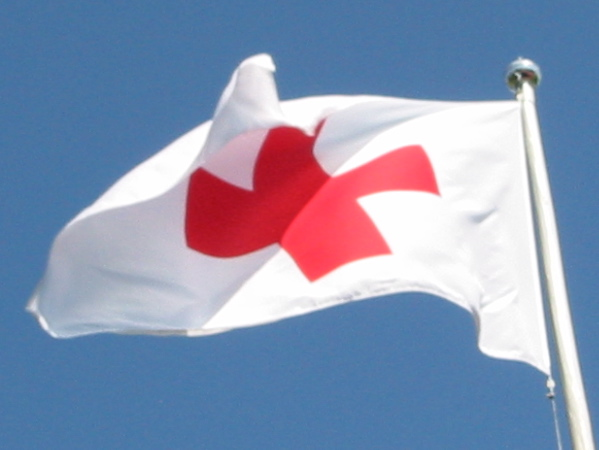
Vlag van het Rode Kruis

Een hulporganisatie is een organisatie die zich wijdt aan het verlenen van hulp.
Professionele hulporganisaties komen voor binnen de overheid (bijvoorbeeld USAID, DFID,  EuropeAid,  ECHO), tussen de regeringen als multilaterale donoren (bijvoorbeeld UNDP) en als particuliere vrijwilligersorganisaties (of niet-gouvernementele organisaties; bijvoorbeeld ActionAid, Oxfam en Stichting Weeshuis Sri Lanka). Het Internationaal Comité van het Rode Kruis is uniek vanwege zijn opdracht de Conventies van Genève uit te voeren - zoals is vastgelegd in het internationaal verdrag.
Steun kan worden onderverdeeld in twee categorieën: humanitaire hulp en ontwikkelingshulp (of ook wel buitenlandse hulp). Humanitaire hulp is noodhulp in reactie op bijvoorbeeld natuurrampen; ontwikkelingshulp is erop gericht landen te helpen op lange termijn een duurzame economische groei te bereiken, met als doel armoedebestrijding. Sommige hulporganisaties verrichten beide vormen van steun (bijvoorbeeld EcoCARE Pacific Trust), terwijl andere zich specialiseren (bijvoorbeeld het Rode Kruis dat zich gespecialiseerd heeft in humanitaire hulp en War on Want dat gespecialiseerd is in ontwikkelingshulp).
Hulporganisaties van een geheel andere orde zijn organisaties die als doel hebben om hun leden uit noodsituaties te helpen. Zo heeft de ANWB een alarmcentrale om mensen uit benarde toestand te redden met verschillende vormen van ondersteuning (van repatriëring tot telefonische hulplijnen) en zo verleent ook hun wegenwacht als pechhulpdienst hulp aan gestrande leden/automobilisten.